# Heterodonta
Sous-classe
Les hétérodontes (sous-classe des Heterodonta Neumayr, 1883) sont des mollusques bivalves caractérisés par des dents cardinales et latérales différenciées ou réduites (charnière hétérodonte), d'où leur nom scientifique.

## Liste des ordres
Selon World Register of Marine Species (6 novembre 2014) :
- infra-classe Archiheterodonta
  - ordre Carditoida
- infra-classe Euheterodonta
  - ordre Anomalodesmata
  - ordre Lucinoida
  - ordre Myoida Goldfuss, 1820
  - ordre Veneroida H. Adams et A. Adams, 1856
  - Euheterodonta non classés
- †Cycloconchidae
- †Hippuritoida
- †Lyrodesmatidae
- †Redoniidae